# YAWL

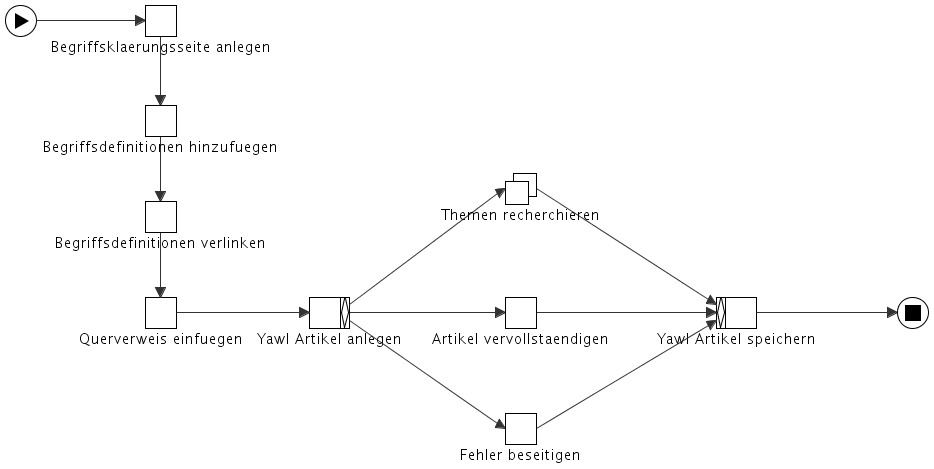
创建维基百科文章的Yawl流程英文描述图

YAWL（发音为`yorl'）是Yet Another Workflow Language的简写。它是一个以对工作流模式的研究为基础而定义的工作流语言，旨在提供对绝大部分工作流模式的直接支持（传统工作流系统则提供最多六成左右的支持）。YAWL系统（通常也简称YAWL）是一个基于JAVA的开源工作流系统。它是对YAWL语言的一个软件化实现。整个系统主要由工作流引擎，流程定义工具，任务执行序列处理模块，工作流执行资源服务等组成，其面向服务的体系结构使系统具有较强的扩展性及（与其它系统的）交互操作性。

## 特征
- 支持各种工作流模式
- 支持复杂的资源调配制度
- 支持工作流模型的动态应变性（通过对worklets理论的使用）
- 支持复杂的工作流模型验证（如：建模期的工作流死锁检测）
- 基于XML及其相关语言XML Schema，XPath和XQuery的数据定义及操作
- 基于XML的工作流监测与控制的接口及读取工作流执行日志的接口
- 基于XML的可用来连接第三方Web服务（包括第三方任务序列处理器）的插件（plug-in）接口
- 自动生成与XML Schema数据结构定义相应的用户界面

## 历史
YAWL工作流语言及系统最初是由荷兰爱因霍温科技大学（Technische Universiteit Eindhoven）与澳大利亚昆士兰科技大学（Queensland Ｕniversity of Technology）的学者们共同定义并开发的。此后，不断有一些集团组织如 InterContinental Hotel Group （页面存档备份，存于） 和 first:telecom 等陆续参与此项目的开发并作出贡献。